# ذرة بيضاء تجارية

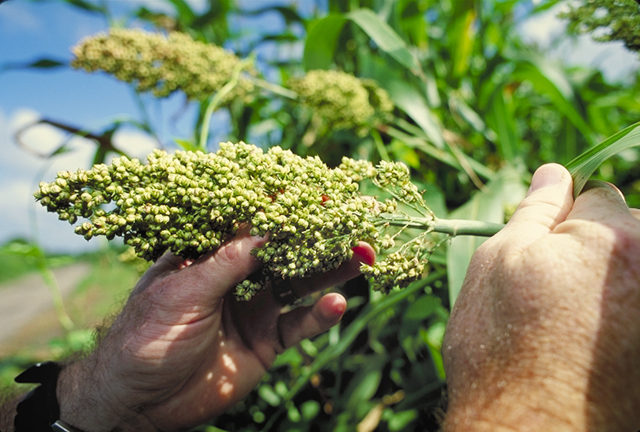
مستنبت نبات حبوب السورغم

يشير السورغم التجاري إلى زراعة نوع من الحشائش ضمن الجنس سورغم (غالبًا ما يطلق عليه الذرة البيضاء) واستغلاله تجاريًا. ويتم استخدام هذه النباتات للحصول على الحبوب والألياف والعلف. وتتم زراعة النباتات في ظروف مناخية أكثر دفئًا حول العالم. تتواجد أنواع السورغم التجاري طبيعيًا في المناطق الاستوائية وشبه الاستوائية من أفريقيا وآسيا، مع توفر نوع واحد في المكسيك.
وتشمل الأسماء الأخرى الدرة، والدخن المصري، والسورغم السوداني (الفيتيريتا)، والذرة الغينية، وجواري ज्वारी (المراثية، وجوار، وجووار، وميلو، والذرة، وشلو، وحشيشة السودان، وكولم (التاميل)، وجولا (الكانادا)، وجونالو (التيلجو)، وجولنغ (: الذرة: الرفيعة)، وكبير الدخن، وذرة الكافير، ودرة، وداري، والدخن، وسولم.
لقد كان السورغم، لعدة قرون، أحد أهم المواد الغذائية الأساسية بالنسبة لملايين من سكان الريف الفقراء في المناطق المدارية شبه القاحلة في آسيا وإفريقيا. بالنسبة لبعض المناطق الفقيرة من العالم، لا يزال السورغم أحد المصادر الرئيسية للطاقة والبروتين والفيتامينات والمعادن. وينمو السورغم في البيئات القاحلة حيث لا تنمو المحاصيل بشكلٍ جيد، تمامًا مثل المواد الغذائية الأساسية الأخرى، مثل الكاسافا، التي تنتشر في المناطق الفقيرة من العالم. وعادةً ما تتم زراعته دون إضافة أية أسمدة أو إضافات أخرى بواسطة عدد كبير من صغار المزارعين في كثير من البلدان.
تعد حبوب السورغم ثالث أهم محاصيل الحبوب التي تزرع في الولايات المتحدة وخامس أهم محاصيل الحبوب التي تزرع في العالم. في عام 2010، كانت نيجيريا أكبر منتج في العالم لحبوب السورغم، وتليها الولايات المتحدة ثم الهند. في الدول المتقدمة، وبشكل متزايد في الدول النامية مثل الهند، يستخدم السورغم بشكلٍ دائم كعلف للدواجن والماشية. واحتلت الولايات المتحدة وأستراليا والأرجنتين الريادة في تصديره في عام 2010، وكانت المكسيك أكبر مستورد للسورغم.
وحاليًا يتم بذل الجهود الدولية لتحسين زراعة السورغم وإيجاد استخدامات إضافية له. إن الطلب على السورغم الآن يتركز في المقام الأول على استخدامه كعلف للدواجن، وفي المقام الثاني كعلف للماشية واستعمالات التخمير.

## المنشأ

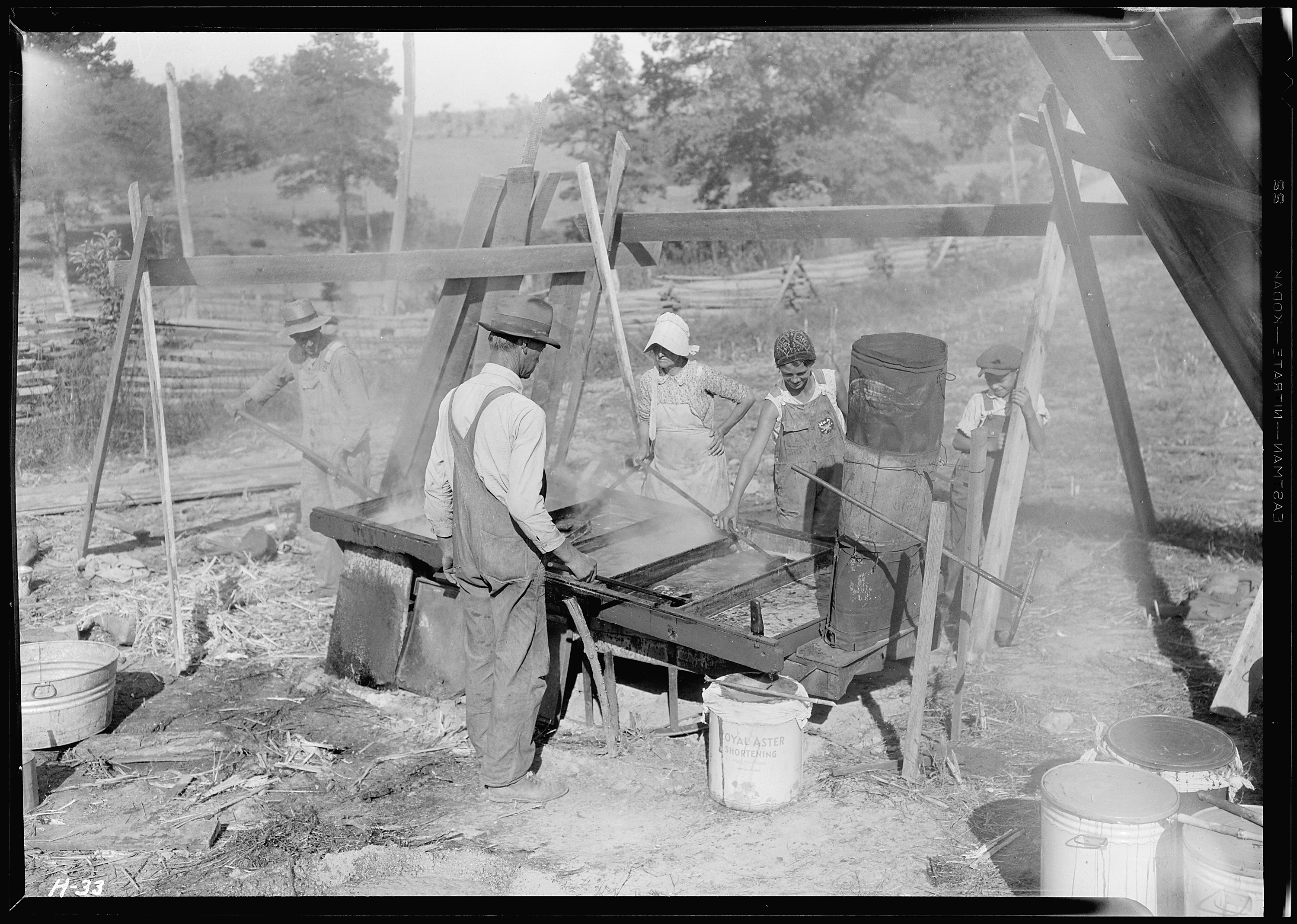
صناعة دبس سكر السورغم في تينيسي الريفية (1933).

تقتصر الأنواع البرية الأخيرة للسورغم التجاري على إفريقيا في جنوب الصحراء الكبرى — على الرغم من «احتمالية» إضافة زهري وهوبف لليمن والسودان — مع الإشارة إلى التدجين الذي حدث هناك. ومع ذلك، أشار زهري وهوبف إلى «أن الاستكشافات الأثرية في دول جنوب الصحراء الكبرى الإفريقية لازالت تعد في مراحلها الأولى، ولا نزال نفتقر إلى المعلومات الحيوية لتحديد أين ومتى بدأت زراعة السورغم». على الرغم من استرداد اكتشافات الذرة البيضاء القيمة من قصر ابريم في النوبة المصرية، فقد تم تأريخ العينات البرية إلى حوالي 800-600 قبل الميلاد، والمستأنسة منها ليست أقدم من 100 بعد الميلاد. يأتي الدليل الأثري من المواقع التي يرجع تاريخها إلى الألفية الثانية قبل الميلاد في الهند وباكستان — حيث لم تكن الذرة البيضاء في موطنها الأصلي. وقد تم تفسير هذه الاكتشافات المتعارضة، وفقًا أيضًا لزهري وهوبف؛
على أنها تشير إلى: (1) التدجين المبكر في إفريقيا، (2) الهجرة المبكرة للسورغم المدجن من شرق إفريقيا إلى شبه القارة الهندية. وقد تم تدعيم هذا التفسير لأن عدة محاصيل إفريقية أخرى من الحبوب، وخاصةً: ثيوم أغبر الدخن اللؤلئي (L.) R. Br، واللوبياء الظفرية فيجنا أنجيوكولاتا L.) Walp.)، وصفير الفاصوليا لبلاب بوربوريوس (L.) Sweet بها تظهر أنماط مشابهة. وتقتصر الأنواع الأصلية البرية على إفريقيا.

## وصلات خارجية
- FAO Report (1995) "Sorghum and millets in human nutrition"
- FAO "Compendium on post-harvest operations" — Contains discussion on origin, processing and uses of sorghum
- Alternative Field Crops
- National Grain Sorghum Producers
- National Sweet Sorghum Producers and Processors Association
- Sorghum Growth Stages نسخة محفوظة 29 أبريل 2007 على موقع واي باك مشين.
- Sequencing of the Sorghum Genome
- Sweet Sorghum Ethanol Association
- Examples of projects using sweet sorghum as an input feedstock for the production of renewable energy